# Rosario Mangoni
Rosario Mangoni (XIX secolo) è stato uno storico e archeologo italiano.

## Biografia
Nato in una famiglia nobile di origini germaniche giunta in Calabria nel V secolo, fu storico e archeologo, noto soprattutto per i libri Ricerche storiche sull'isola di Capri: colle notizie più rilevanti sulla vicina regione del cratere e Ricerche topografiche ed archeologiche sull'isola di Capri.
I libri vennero stampati per la prima volta nel 1834 dalla tipografia di Gennaro Palma a Napoli.